# Прва лига Србије и Црне Горе у кошарци 2004/05.
Прва лига Србије и Црне Горе у кошарци 2004/05. је било друго првенство Србије и Црне Горе у кошарци. Титулу је освојио Партизан.
Први део сезоне је бројао 14 екипа и играли су га сви клубови који су изборили место у њој, изузев клубова који су учесници Јадранске лиге (Партизан, Црвена звезда, Рефлекс, Будућност и Хемофарм).
У другом делу се прикључују пет тимова који учествују у Јадранској лиги и заједно са 3 првопласирана клуба из првог дела лиге формирају Суперлигу Србије и Црне Горе (укупно 8 екипа). Четири првопласиране екипе Суперлиге учествују у завршном разигравању за титулу (плеј-офу). Победник Суперлиге добија титулу шампиона Србије и Црне Горе.

## Први део такмичења

### Табела
|     | Тим              | Игр. | Поб. | Изг. | П+   | П-   | П+/- | Бод |
| --- | ---------------- | ---- | ---- | ---- | ---- | ---- | ---- | --- |
| 1.  | НИС Војводина    | 26   | 20   | 6    | 2221 | 2072 | +149 | 46  |
| 2.  | Атлас            | 26   | 18   | 8    | 2160 | 2062 | +98  | 44  |
| 3.  | Слога Краљево    | 26   | 15   | 11   | 2198 | 2228 | -30  | 41  |
| 4.  | ОКК Београд      | 26   | 15   | 11   | 2248 | 2154 | +94  | 41  |
| 5.  | Здравље          | 26   | 14   | 12   | 2360 | 2277 | +83  | 40  |
| 6.  | Ергоном          | 26   | 14   | 12   | 2215 | 2217 | -2   | 40  |
| 7.  | Морнар Бар       | 26   | 14   | 12   | 2277 | 2262 | +15  | 40  |
| 8.  | Борац Чачак      | 26   | 14   | 12   | 2250 | 2158 | +92  | 40  |
| 9.  | Машинац          | 26   | 13   | 13   | 2190 | 2176 | +14  | 39  |
| 10. | Свислајон Таково | 26   | 13   | 13   | 2111 | 2070 | +41  | 39  |
| 11. | Ибон Никшић      | 26   | 11   | 15   | 2183 | 2279 | -96  | 37  |
| 12. | Спартак Суботица | 26   | 8    | 18   | 2160 | 2334 | -174 | 34  |
| 13. | Ловћен           | 26   | 7    | 19   | 2142 | 2262 | -120 | 33  |
| 14. | Лавови 063       | 26   | 6    | 20   | 2105 | 2269 | -164 | 32  |

Легенда:

## Суперлига Србије и Црне Горе

### Табела
|    | Тим                 | Игр. | Поб. | Изг. | П+   | П-   | П+/- | Бод |
| -- | ------------------- | ---- | ---- | ---- | ---- | ---- | ---- | --- |
| 1. | Партизан            | 14   | 11   | 3    | 1282 | 1158 | +124 | 25  |
| 2. | Хемофарм            | 14   | 11   | 3    | 1323 | 1169 | +154 | 25  |
| 3. | Рефлекс             | 14   | 10   | 4    | 1206 | 1096 | +110 | 24  |
| 4. | Црвена звезда       | 14   | 9    | 5    | 1279 | 1220 | +59  | 23  |
| 5. | НИС Војводина       | 14   | 6    | 8    | 1193 | 1190 | +3   | 20  |
| 6. | Атлас               | 14   | 5    | 9    | 1132 | 1208 | -76  | 19  |
| 7. | Будућност Подгорица | 14   | 3    | 11   | 1128 | 1236 | -108 | 17  |
| 8. | Слога Краљево       | 14   | 1    | 13   | 1128 | 1394 | -266 | 15  |

Легенда:

## Разигравање за титулу

#### Полуфинале
Први пар:
| 14. 6. 2005. | Извештај | Партизан                              | 104 : 68 | Црвена звезда | Хала Пионир, Београд Гледаоци: 5125 Судије: Белојевић, Нешковић, Мрдак |  |
| 14. 6. 2005. | Извештај | Четвртине: 28-14, 24-19, 30-13, 22-22 |          |               | Хала Пионир, Београд Гледаоци: 5125 Судије: Белојевић, Нешковић, Мрдак |  |
| 14. 6. 2005. | Извештај | Поени: Степ 24                        |          | Хендерсон 15  | Хала Пионир, Београд Гледаоци: 5125 Судије: Белојевић, Нешковић, Мрдак |  |

| 16. 6. 2005. | Извештај | Црвена звезда                         | 86 : 91 | Партизан     | Хала Пионир, Београд Гледаоци: 4500 Судије: Белошевић, Мрдак, Јурас |  |
| 16. 6. 2005. | Извештај | Четвртине: 24-28, 24-12, 17-23, 21-28 |         |              | Хала Пионир, Београд Гледаоци: 4500 Судије: Белошевић, Мрдак, Јурас |  |
| 16. 6. 2005. | Извештај | Поени: Хендерсон 38                   |         | Милојевић 27 | Хала Пионир, Београд Гледаоци: 4500 Судије: Белошевић, Мрдак, Јурас |  |

Други пар:
| 14. 6. 2005. | Извештај | Хемофарм                              | 85 : 82 | Рефлекс    | Центар Миленијум, Вршац Гледаоци: 3000 Судије: Јовчић, Војиновић, Рутешић |  |
| 14. 6. 2005. | Извештај | Четвртине: 26-17, 17-13, 25-28, 17-24 |         |            | Центар Миленијум, Вршац Гледаоци: 3000 Судије: Јовчић, Војиновић, Рутешић |  |
| 14. 6. 2005. | Извештај | Поени: Поповић 19                     |         | Поповић 20 | Центар Миленијум, Вршац Гледаоци: 3000 Судије: Јовчић, Војиновић, Рутешић |  |

| 16. 6. 2005. | Извештај | Рефлекс                               | 74 : 78 | Хемофарм | Дворана Железник, Железник Гледаоци: 1000 Судије: Војиновић, Јовчић, Рутешић |  |
| 16. 6. 2005. | Извештај | Четвртине: 22-13, 27-23, 14-23, 11-29 |         |          | Дворана Железник, Железник Гледаоци: 1000 Судије: Војиновић, Јовчић, Рутешић |  |
| 16. 6. 2005. | Извештај | Поени: Илић 24                        |         | Бакић 20 | Дворана Железник, Железник Гледаоци: 1000 Судије: Војиновић, Јовчић, Рутешић |  |

#### Финале
| 19. 6. 2005. | Извештај | Партизан                              | 88 : 74 | Хемофарм   | Хала Пионир, Београд |  |
| 19. 6. 2005. | Извештај | Четвртине: 17-17, 25-19, 21-13, 25-25 |         |            | Хала Пионир, Београд |  |
| 19. 6. 2005. | Извештај | Поени: Милојевић 28                   |         | Богавац 15 | Хала Пионир, Београд |  |

| 21. 6. 2005. | Извештај | Партизан                              | 104 : 89 | Хемофарм   | Хала Пионир, Београд Гледаоци: 6570 Судије: Белошевић, Нешковић, Рутешић |  |
| 21. 6. 2005. | Извештај | Четвртине: 25-32, 21-16, 27-19, 31-22 |          |            | Хала Пионир, Београд Гледаоци: 6570 Судије: Белошевић, Нешковић, Рутешић |  |
| 21. 6. 2005. | Извештај | Поени: Милојевић 35                   |          | Богавац 26 | Хала Пионир, Београд Гледаоци: 6570 Судије: Белошевић, Нешковић, Рутешић |  |

| 24. 6. 2005. | Извештај | Хемофарм                              | 87 : 85 | Партизан     | Центар Миленијум, Вршац |  |
| 24. 6. 2005. | Извештај | Четвртине: 20-21, 22-17, 22-21, 23-26 |         |              | Центар Миленијум, Вршац |  |
| 24. 6. 2005. | Извештај | Поени: Богавац, Бакић 14              |         | Милојевић 21 | Центар Миленијум, Вршац |  |

| 26. 6. 2005. | Извештај | Хемофарм                              | 84 : 91 | Партизан     | Центар Миленијум, Вршац Гледаоци: 4500 Судије: Шутуловић, Р. Војиновић, М. Војиновић |  |
| 26. 6. 2005. | Извештај | Четвртине: 19-18, 17-21, 17-20, 31-32 |         |              | Центар Миленијум, Вршац Гледаоци: 4500 Судије: Шутуловић, Р. Војиновић, М. Војиновић |  |
| 26. 6. 2005. | Извештај | Поени: Васиљевић 18                   |         | Милојевић 24 | Центар Миленијум, Вршац Гледаоци: 4500 Судије: Шутуловић, Р. Војиновић, М. Војиновић |  |

| Првак Србије и Црне Горе 2004/05. |
| --------------------------------- |
| Партизан                          |

## Састав шампиона
| Екипа    | Играчи | Тренер          |
| -------- | --- | --------------- |
| Партизан | Урош Трипковић, Лука Богдановић, Петар Божић, Коста Перовић, Предраг Шупут, Слободан Божовић, Милош Марковић, Предраг Самарџиски, Дејан Милојевић, Вуле Авдаловић, Семих Ерден, Борис Бакић, Блејк Степ, Дејан Боровњак, Новица Величковић | Душко Вујошевић |